# Dekanat Częstochowa – św. Zygmunta
Dekanat Częstochowa – św. Zygmunta – jeden z 36 dekanatów archidiecezji częstochowskiej. Znajduje się w regionie częstochowskim. Składa się z 7 parafii oraz dwóch rektoratów.

## Lista parafii
| Lp | Miejscowość / parafia                                    | Proboszcz / administrator | Kościół                                                             | Zdjęcie |
| -- | -------------------------------------------------------- | ------------------------- | ------------------------------------------------------------------- | ------- |
| 1  | Częstochowa (rektorat)                                   | ks. Kazimierz Zalewski    | Kościół Najświętszego Imienia Maryi w Częstochowie                  |         |
| 2  | Częstochowa Parafia Najświętszej Maryi Panny Zwycięskiej | ks. Zdzisław Wójcik       | Kościół Najświętszej Maryi Panny Zwycięskiej w Częstochowie         |         |
| 3  | Częstochowa Parafia Narodzenia Pańskiego                 | ks. Tomasz Mucha          | Kościół Narodzenia Pańskiego w Częstochowie                         |         |
| 4  | Częstochowa (rektorat)                                   | ks. Tadeusz Zawierucha    | Kościół Zmartwychwstania Pańskiego w Tajemnicy Emaus w Częstochowie |         |
| 5  | Częstochowa Parafia św. Andrzeja Świerada i Benedykta    | ks. Marcin Święch         | Kościół św. Andrzeja Świerada i Benedykta w Częstochowie            |         |
| 6  | Częstochowa Parafia św. Jakuba Apostoła                  | ks. Kazimierz Zalewski    | Kościół św. Jakuba Apostoła w Częstochowie                          |         |
| 7  | Częstochowa Parafia św. Stanisława Kostki                | ks. Remigiusz Lota        | Kościół św. Stanisława Kostki w Częstochowie                        |         |
| 8  | Częstochowa Parafia św. Zygmunta                         | ks. Jacek Marciniec       | Kościół św. Zygmunta w Częstochowie                                 |         |
| 9  | Częstochowa Parafia Archikatedralna Świętej Rodziny      | ks. Włodzimierz Kowalik   | Archikatedra Świętej Rodziny w Częstochowie                         |         |